# Нікольський (Щигровський район)
Нікольський (рос. Никольский) — селище в Щигровському районі Курської області Російської Федерації.
Населення становить 99 осіб. Входить до складу муніципального утворення Нікольська сільрада.

## Історія
Населений пункт розташований на території українського етнічного та культурного краю Східна Слобожанщина.
Від 2004 року входить до складу муніципального утворення Нікольська сільрада.

## Населення
| 2002 | 2010 |
| ---- | ---- |
| 98   | ↗99  |